# 德利埃斯·沃特爾斯
德利埃斯·沃特爾斯（德語：Dries Wouters；1997年1月28日—）是一位比利時足球運動員，在場上的位置是中後衛。現時被德甲球隊沙爾克04外借至比利時甲組聯賽A球隊梅赫倫。